# Glínishchevo
Glínishchevo (ruso: Гли́нищево) es un asentamiento rural y pueblo (seló) de Rusia, capital del raión de Briansk en la óblast de Briansk.
En 2021, el territorio del asentamiento tenía una población de 6158 habitantes, de los cuales 4348 vivían en el propio pueblo y el resto repartidos en ocho pedanías: los pueblos de Kabálichi, Jotyliovo y Opaján, las aldeas (derevni) de Titovka, Seltsó, Baldyzh y Sevriukovo y el posiólok rural de Bolshaya Dubrava.
Se ubica unos 6 km al oeste de la capital regional Briansk, sobre la carretera P120 que lleva a Smolensk.

## Historia
Se conoce la existencia del pueblo en documentos desde 1610, cuando se menciona en una carta del rey Segismundo III Vasa. Durante siglos fue una pequeña aldea (derevnia), dependiente de la parroquia de Kabálichi. A mediados del siglo XIX se desarrolló su casco urbano en torno a un conjunto de posadas, al construirse aquí la carretera de Briansk a Smolensk. En 1964 se fusionó con las vecinas aldea de Karpilovka y posiólok de Gazoprovod, adoptando la nueva localidad el estatus de pueblo. En 1984 se anexionó al casco urbano el posiólok de Beriózovaya Roshcha.